# 闪送
闪送是中華人民共和國一家同城快遞企業，於2014年正式推出。該公司宣稱同城快遞可於60分鐘內送達，且从取件到送达均由同一名快遞員完成，且訂單未完成時禁止快遞員接其他訂單。和非同城快遞相比，閃送沒有中转、分拣、配送等环节。一般情況下用戶急需物品時會選擇閃送。截至2019年，闪送业务覆盖222座城市，旗下快遞員数量超过80万人。不過閃送也有運送途中出現货品损坏、丢失，開發的APP違規收集用戶信息等問題。

## 发展
2024年10月4日，闪送在美国纳斯达克市场上市，股票代码FLX。
2024年10月，闪送开始内测“松鼠快送”业务，暂时仅限商家通过此功能下单，可选择专送或拼单，相较传统一对一配送价格较低。

## 外部連結
- 官方网站